# UK Open 2025
De Ladbrokes UK Open was de drieëntwintigste editie van de UK Open Darts. Het toernooi werd gehouden van 28 februari t/m 2 maart 2025 in Minehead. Het toernooi heeft "de FA Cup van het darts" als bijnaam, vanwege de willekeurige loting die na elke ronde plaatsvond, tot de finale. 
Dimitri Van den Bergh was de titelverdediger. Hij won in de finale van 2024 met 11–10 van Luke Humphries. Deze editie werd gewonnen door Luke Littler. Hij versloeg James Wade met 11–2 in de finale.

## Prijzengeld
Het totale prijzengeld werd ten opzichte van vorig jaar behouden.
| Plaats (aantal spelers) | Plaats (aantal spelers) | Prijzengeld (Totaal: £ 600.000) |
| ----------------------- | ----------------------- | ------------------------------- |
| Winnaar                 | (1)                     | £ 110.000                       |
| Runner-up               | (1)                     | £ 50.000                        |
| Halvefinalist           | (2)                     | £ 30.000                        |
| Kwartfinalist           | (4)                     | £ 15.000                        |
| Laatste 16              | (8)                     | £ 10.000                        |
| Laatste 32              | (16)                    | £ 5.000                         |
| Laatste 64              | (32)                    | £ 2.500                         |
| Laatste 96              | (32)                    | £ 1.500                         |
| Laatste 128             | (32)                    | £ 1.000                         |
| Laatste 160             | (32)                    | nb.                             |

## Format
De 160 deelnemers namen stapsgewijs deel aan de competitie, met 64 spelers in de eerste ronde. De matchwinnaars hiervan sluiten zich aan bij de 32 spelers in de tweede en derde ronde om de laatste 64 spelers over te houden in de vierde ronde.
- Er werden geen spelers geplaatst.
- Na afloop van de derde ronde werd er willekeurig geloot voor elk van de volgende rondes.
- De wedstrijden in de eerste, tweede en derde ronde werden gespeeld over een "best of 11 legs".
- De wedstrijden in de vierde, vijfde, zesde ronde en kwartfinales werden gespeeld over een "best of 19 legs".
- De wedstrijden in de halve finales en finale werden gespeeld over een "best of 21 legs".
- Voor de wedstrijden in de eerste, tweede, derde en vierde ronde werden acht borden gebruikt.
- Voor de wedstrijden in de vijfde ronde werden vier borden gebruikt.
- Voor de wedstrijden in de zesde ronde werden twee borden gebruikt.
- Voor de wedstrijden in kwartfinales, halve finales en finale werd één bord gebruikt.

## Plaatsing
De 128 tourkaarthouders haddeb een gespreide deelname op basis van hun plaats op de wereldranglijst op 19 februari 2025. Ze werden vergezeld door de top 8 spelers van elk van de 2024 Challenge & Development Tour Orders of Merit en door de winnaars van 16 amateurkwalificatie-evenementen.

### PDC Order of Merit 1-32
De nummers 1 t/m 32 van de PDC Order of Merit stroomden in de vierde ronde in. Er werd geloot en spelers werden dus niet geplaatst.
| 1. Luke Humphries 2. Luke Littler 3. Michael van Gerwen 4. Rob Cross 5. Stephen Bunting 6. Jonny Clayton 7. Dave Chisnall 8. Chris Dobey | 1. Gerwyn Price 2. Damon Heta 3. Nathan Aspinall 4. Peter Wright 5. Danny Noppert 6. James Wade 7. Gary Anderson 8. Dimitri Van den Bergh | 1. Josh Rock 2. Ryan Searle 3. Ross Smith 4. Michael Smith 5. Andrew Gilding 6. Martin Schindler 7. Joe Cullen 8. Mike De Decker | 1. Daryl Gurney 2. Dirk van Duijvenbode 3. Gian van Veen 4. Ritchie Edhouse 5. Ryan Joyce 6. Ricardo Pietreczko 7. Krzysztof Ratajski 8. Brendan Dolan |

### PDC Order of Merit 33-64
De nummers 33 t/m 64 van de PDC Order of Merit stroomden in de derde ronde in.
| 1. Luke Woodhouse 2. Raymond van Barneveld 3. Jermaine Wattimena 4. Scott Williams 5. Gabriel Clemens 6. Martin Lukeman 7. Cameron Menzies 8. Callan Rydz | 1. Kevin Doets 2. Mickey Mansell 3. Ricky Evans 4. Madars Razma 5. José de Sousa 6. Kim Huybrechts 7. Niels Zonneveld 8. Richard Veenstra | 1. William O'Connor 2. Keane Barry 3. Ian White 4. Wessel Nijman 5. Florian Hempel 6. Jim Williams 7. Matt Campbell 8. Alan Soutar | 1. Nick Kenny 2. Ryan Meikle 3. Robert Owen 4. Mensur Suljović 5. Connor Scutt 6. Dylan Slevin 7. Stephen Burton 8. Jeffrey de Graaf[a] |

### PDC Order of Merit 65-96
De nummers 65 t/m 96 van de PDC Order of Merit stroomden in de tweede ronde in.
| 1. Thibault Tricole 2. James Hurrell 3. Dom Taylor 4. Chris Landman 5. Mario Vandenbogaerde 6. Andy Baetens 7. Rhys Griffin 8. Berry van Peer | 1. Radosław Szagański 2. Nathan Rafferty 3. Steve Lennon 4. Jelle Klaasen 5. Jitse van der Wal 6. Lukas Wenig 7. Patrick Geeraets 8. Darren Beveridge | 1. Matthew Dennant 2. Owen Bates 3. Danny Lauby 4. William Borland 5. Benjamin Drue Reus 6. Adam Hunt 7. George Killington 8. Robert Grundy | 1. Brett Claydon 2. Haupai Puha 3. Martijn Dragt 4. Joshua Richardson 5. Michele Turetta 6. Tim Wolters[a] 7. Bradley Brooks 8. Justin Hood |

### PDC Order of Merit 97-128
De nummers 97 t/m 128 van de PDC Order of Merit startten in de eerste ronde.
| 1. Darryl Pilgrim 2. Karel Sedláček 3. Cameron Crabtree 4. Jules van Dongen 5. Andy Boulton 6. Tavis Dudeney 7. Thomas Lovely 8. Maik Kuivenhoven | 1. Cor Dekker 2. Wesley Plaisier 3. Niko Springer 4. Rusty-Jake Rodriguez 5. Oskar Lukasiak 6. Tom Bissell 7. Jim Long 8. Adam Paxton | 1. Christian Kist 2. Stefaan Henderyck 3. Sebastian Białecki 4. Adam Lipscombe 5. Marvin van Velzen 6. Maximilian Czerwinski 7. Tytus Kanik 8. Max Hopp | 1. Kai Gotthardt 2. Leon Weber 3. Pero Ljubić 4. Adam Warner 5. Dennie Olde Kalter 6. Dominik Grüllich 7. Greg Ritchie 8. Viktor Tingström |

### PDC Development Tour Qualifiers
De acht hoogst gerangschikte spelers uit de Development Tour 2024 zonder een tourkaart startten in de eerste ronde.
| 1. Danny Jansen 2. Beau Greaves 3. Jurjen van der Velde 4. Henry Coates | 1. Owen Roelofs 2. Charlie Manby 3. Daniel Perry 4. Nathan Girvan |

### PDC Challenge Tour Qualifiers
De acht hoogst gerangschikte spelers uit de Challenge Tour 2024 zonder een tourkaart startten in de eerste ronde.
| 1. Alexander Merkx 2. Andreas Harrysson 3. Jimmy van Schie 4. John Henderson | 1. Stefan Bellmont 2. Dragutin Horvat 3. Aden Kirk 4. Lee Cocks |

### Amateur Qualifiers
Zestien spelers van de kwalificatiewedstrijden georganiseerd door de PDC, die gehouden werden gedurende januari en februari 2025, kwalificeerden zich voor de eerste ronde. Deelname aan deze toernooien stond open voor alle spelers die zich niet via een andere methode hadden gekwalificeerd, ongeacht de PDC-lidmaatschapsstatus.
| 1. Shaun Fox 2. Graham Usher 3. Thomas Sykes 4. Graham Hall | 1. Derek Coulson 2. Tommy Morris 3. Tommy Lishman 4. Paul Rowley | 1. Scott Baker 2. Danny van Trijp 3. Jamie Kelling 4. Christopher Wickenden | 1. Marc Dewsbury 2. Simon Stevenson 3. Mike Gillet 4. Chris Hartrey |

1. 1 2  Trok zich terug na de loting

## Wedstrijden

### Vrijdag 28 februari

#### Eerste ronde (laatste 160)
In de eerste ronde werd gespeeld over 11 legs. De eerste speler die aan 6 gewonnen legs kwam, won de partij.
| Speler                        | Uitslag | Speler                   |  | Speler                        | Uitslag | Speler                       |
| ----------------------------- | ------- | ------------------------ |  | ----------------------------- | ------- | ---------------------------- |
| Darryl Pilgrim (88.07)        | 6 – 3   | Chris Hartrey (83.49)    |  | Tavis Dudeney (76.42)         | 0 – 6   | Graham Hall (86.71)          |
| Wesley Plaisier (88.35)       | 1 – 6   | Cameron Crabtree (99.94) |  | Christian Kist (76.20)        | 6 – 4   | Daniel Perry (77.02)         |
| Adam Lipscombe (93.94)        | 6 – 0   | Marc Dewsbury (77.25)    |  | Maximilian Czerwinski (77.80) | 4 – 6   | Maik Kuivenhoven (85.03)     |
| Paul Rowley (84.56)           | 6 – 1   | Karel Sedláček (83.08)   |  | Derek Coulson (88.88)         | 4 – 6   | Darius Labanauskas (92.47)   |
| Greg Ritchie (96.81)          | 6 – 3   | Jamie Kelling (90.34)    |  | Mike Gillet (85.29)           | 2 – 6   | Rusty-Jake Rodriguez (85.79) |
| Marvin van Velzen (79.40)     | 6 – 3   | Tom Bissell (83.88)      |  | Leon Weber (80.49)            | 1 – 6   | Alexander Merkx (94.31)      |
| Simon Stevenson (84.28)       | 6 – 0   | Jules van Dongen (61.11) |  | Owen Roelofs (81.13)          | 5 – 6   | Thomas Sykes (87.48)         |
| Dennie Olde Kalter (75.20)    | 2 – 6   | Andy Boulton (84.73)     |  | Jurjen van der Velde (91.70)  | 6 – 2   | Tytus Kanik (81.94)          |
| Christopher Wickenden (86.36) | 3 – 6   | Nathan Girvan (95.64)    |  | Lee Cocks (77.66)             | 1 – 6   | Stefaan Henderyck (80.72)    |
| Oskar Lukasiak (76.63)        | 1 – 6   | Thomas Lovely (86.45)    |  | Scott Baker (82.21)           | 3 – 6   | Andreas Harrysson (86.71)    |
| Danny van Trijp (84.66)       | 6 – 5   | Henry Coates (84.75)     |  | Beau Greaves (95.97)          | 6 – 1   | Stefan Bellmont (84.09)      |
| Cor Dekker (94.88)            | 2 – 6   | Niko Springer (115.92)   |  | Adam Warner (83.84)           | 1 – 6   | Tommy Morris (86.57)         |
| Tommy Lishman (90.86)         | 6 – 4   | Kai Gotthardt (84.65)    |  | Sebastian Białecki (79.97)    | 6 – 2   | Viktor Tingström (78.04)     |
| John Henderson (80.98)        | 3 – 6   | Graham Usher (85.05)     |  | Shaun Fox (93.94)             | 6 – 0   | Max Hopp (78.97)             |
| Danny Jansen (82.66)          | 3 – 6   | Dominik Grüllich (85.48) |  | Charlie Manby (87.30)         | 4 – 6   | Aden Kirk (86.01)            |
| Jimmy van Schie (90.06)       | 6 – 4   | Adam Paxton (83.26)      |  | Pero Ljubić (84.32)           | 4 – 6   | Jim Long (92.15)             |

#### Tweede ronde (laatste 128)
In de tweede ronde werd gespeeld over 11 legs. De eerste speler die aan 6 gewonnen legs kwam, won de partij.
| Speler                     | Uitslag | Speler                       |  | Speler                       | Uitslag | Speler                     |
| -------------------------- | ------- | ---------------------------- |  | ---------------------------- | ------- | -------------------------- |
| Darius Labanauskas (88.44) | 5 – 6   | Mario Vandenbogaerde (89.81) |  | Darren Beveridge (87.74)     | 6 – 4   | James Hurrell (88.58)      |
| Joshua Richardson (85.93)  | 5 – 6   | Marvin van Velzen (90.22)    |  | Jim Long (82.74)             | 4 – 6   | Nathan Rafferty (78.92)    |
| Alexander Merkx (87.57)    | 3 – 6   | Nathan Girvan (91.69)        |  | Tommy Lishman (88.08)        | 6 – 5   | Michele Turetta (88.31)    |
| Berry van Peer (95.28)     | 6 – 3   | Danny van Trijp (93.09)      |  | Jitse van der Wal (75.51)    | 2 – 6   | Darryl Pilgrim (85.53)     |
| Martijn Dragt (94.19)      | 6 – 4   | Graham Hall (90.77)          |  | Matthew Dennant (91.12)      | 6 – 3   | Andy Boulton (96.98)       |
| Shaun Fox (90.59)          | 3 – 6   | Justin Hood (99.97)          |  | Thibault Tricole (87.03)     | 1 – 6   | Thomas Sykes (101.02)      |
| Lukas Wenig (86.55)        | 6 – 5   | Paul Rowley (82.58)          |  | Radosław Szagański (88.76)   | 6 – 5   | Benjamin Drue Reus (87.57) |
| Andreas Harrysson (92.45)  | 2 – 6   | Dominik Grüllich (101.37)    |  | Jurjen van der Velde (82.74) | 6 – 2   | Bradley Brooks (79.24)     |
| Chris Landman (82.35)      | 1 – 6   | Christian Kist (82.00)       |  | Jelle Klaasen (91.53)        | 4 – 6   | Adam Lipscombe (90.08)     |
| William Borland (87.21)    | 6 – 2   | Brett Claydon (83.25)        |  | Rhys Griffin (78.47)         | 1 – 6   | Beau Greaves (88.95)       |
| Graham Usher (78.37)       | 6 – 1   | Rusty-Jake Rodriguez (80.79) |  | Tommy Morris (87.76)         | 1 – 6   | Greg Ritchie (91.43)       |
| Andy Baetens (90.87)       | 1 – 6   | Cameron Crabtree (93.92)     |  | George Killington (88.75)    | 6 – 5   | Owen Bates (90.29)         |
| Thomas Lovely (94.06)      | 6 – 4   | Stefaan Henderyck (87.00)    |  | Jimmy van Schie (93.86)      | 6 – 5   | Simon Stevenson (92.87)    |
| Aden Kirk (82.77           | 2 – 6   | Haupai Puha (84.75)          |  | Niko Springer (97.94)        | 6 – 5   | Patrick Geeraets (98.13)   |
| Danny Lauby                | bye     | Tim Wolters                  |  | Steve Lennon (91.33)         | 5 – 6   | Dom Taylor (94.22)         |
| Adam Hunt (88.90)          | 6 – 4   | Maik Kuivenhoven (88.10)     |  | Robert Grundy (81.64)        | 4 – 6   | Sebastian Białecki (85.35) |

#### Derde ronde (laatste 96)
In de derde ronde werd er gespeeld over 11 legs. De eerste speler die aan 6 gewonnen legs kwam, won de partij.
| Speler                   | Uitslag | Speler                       |  | Speler                     | Uitslag | Speler                        |
| ------------------------ | ------- | ---------------------------- |  | -------------------------- | ------- | ----------------------------- |
| Thomas Sykes (96.55)     | 4 – 6   | William O'Connor (98.06)     |  | Graham Usher (84.44)       | 4 – 6   | Raymond van Barneveld (86.51) |
| Madars Razma (94.23)     | 6 – 1   | Ryan Meikle (89.72)          |  | José de Sousa (92.84)      | 6 – 4   | Jimmy van Schie (93.75)       |
| Darryl Pilgrim (87.26)   | 3 – 6   | Danny Lauby (92.24)          |  | Mensur Suljović (93.40)    | 6 – 1   | Nathan Rafferty (82.96)       |
| Callan Rydz (85.83)      | 0 – 6   | Alan Soutar (98.02)          |  | Radosław Szagański (98.05) | 6 – 4   | Cameron Crabtree (92.29)      |
| Nathan Girvan (87.02)    | 5 – 6   | Matt Campbell (87.02)        |  | Lukas Wenig (92.71)        | 4 – 6   | Kim Huybrechts (91.87)        |
| Matthew Dennant (85.29)  | 3 – 6   | Thomas Lovely (87.18)        |  | Jermaine Wattimena (96.84) | 6 – 3   | Florian Hempel (92.88)        |
| Martijn Dragt (79.40)    | 5 – 6   | William Borland (82.60)      |  | Beau Greaves (96.28)       | 6 – 2   | Mickey Mansell (91.33)        |
| Richard Veenstra (97.95) | 4 – 6   | Mario Vandenbogaerde (99.00) |  | Berry van Peer (95.96)     | 3 – 6   | Connor Scutt (94.61)          |
| Haupai Puha (89.40)      | 6 – 4   | Christian Kist (87.54)       |  | Nick Kenny (88.55)         | 6 – 3   | Dominik Grüllich (89.61)      |
| Justin Hood (87.85)      | 6 – 3   | Darren Beveridge (88.09)     |  | Scott Williams (93.56)     | 6 – 4   | Wessel Nijman (89.48)         |
| Robert Owen (98.92)      | 6 – 5   | Niels Zonneveld (98.09)      |  | Marvin van Velzen (92.52)  | 4 – 6   | George Killington (90.34)     |
| Jeffrey de Graaf         | bye     | Adam Hunt                    |  | Keane Barry (90.09)        | 3 – 6   | Jurjen van der Velde (91.31)  |
| Jim Williams (90.37)     | 5 – 6   | Martin Lukeman (91.88)       |  | Ricky Evans (98.93)        | 6 – 5   | Gabriel Clemens (100.94)      |
| Tommy Lishman (82.10)    | 3 – 6   | Stephen Burton (88.22)       |  | Niko Springer (86.26)      | 5 – 6   | Dylan Slevin (92.03)          |
| Ian White (86.51)        | 4 – 6   | Adam Lipscombe (89.55)       |  | Kevin Doets (100.24)       | 6 – 2   | Greg Ritchie (85.96)          |
| Dom Taylor (95.20)       | 5 – 6   | Cameron Menzies (98.12)      |  | Sebastian Białecki (99.34) | 3 – 6   | Luke Woodhouse (96.96)        |

#### Vierde ronde (laatste 64)
In de vierde ronde werd er gespeeld over 19 legs. De eerste speler die aan 10 gewonnen legs kwam, won de partij.
| Speler                   | Uitslag | Speler                       |  | Speler                        | Uitslag | Speler                        |
| ------------------------ | ------- | ---------------------------- |  | ----------------------------- | ------- | ----------------------------- |
| Stephen Burton (91.46)   | 10 – 6  | Radosław Szagański (87.84)   |  | Luke Woodhouse (85.86)        | 6 – 10  | Mensur Suljović (93.86)       |
| Ryan Searle (92.53)      | 10 – 7  | Adam Hunt (92.25)            |  | José de Sousa (87.72)         | 7 – 10  | Ross Smith (90.60)            |
| Dave Chisnall (85.36)    | 10 – 9  | Ricky Evans (89.27)          |  | Jurjen van der Velde (86.87)  | 10 – 6  | Adam Lipscombe (84.61)        |
| Martin Schindler (92.28) | 10 – 7  | Mario Vandenbogaerde (85.23) |  | Dimitri Van den Bergh (86.46) | 10 – 6  | Raymond van Barneveld (83.05) |
| Daryl Gurney (85.73)     | 2 – 10  | Danny Noppert (96.10)        |  | Justin Hood (88.19)           | 5 – 10  | Josh Rock (96.13)             |
| Scott Williams (98.06)   | 7 – 10  | William O'Connor (96.98)     |  | Brendan Dolan (83.05)         | 9 – 10  | Danny Lauby (86.46)           |
| Kevin Doets (92.53)      | 6 – 10  | Michael Smith (95.03)        |  | Madars Razma (92.67)          | 10 – 9  | Ricardo Pietreczko (82.45)    |
| Alan Soutar (96.18)      | 10 – 7  | Matt Campbell (92.94)        |  | Damon Heta (91.31)            | 10 – 2  | Kim Huybrechts (81.41)        |
| Gerwyn Price (95.26)     | 9 – 10  | Connor Scutt (99.62)         |  | Michael van Gerwen (97.03)    | 10 – 8  | Dirk van Duijvenbode (99.92)  |
| Cameron Menzies (92.43)  | 10 – 4  | Mike De Decker (85.97)       |  | Stephen Bunting (94.59)       | 6 – 10  | Chris Dobey (95.87)           |
| Joe Cullen (92.86)       | 4 – 10  | Krzysztof Ratajski (95.50)   |  | Thomas Lovely (86.53)         | 4 – 10  | Rob Cross (89.75)             |
| Martin Lukeman (90.13)   | 5 – 10  | Nathan Aspinall (95.10)      |  | Ritchie Edhouse (88.95)       | 6 – 10  | Jermaine Wattimena (97.41)    |
| Beau Greaves (92.67)     | 7 – 10  | Luke Humphries (102.45)      |  | Peter Wright (101.79)         | 9 – 10  | Luke Littler (108.69)         |
| Jonny Clayton (97.86)    | 10 – 3  | Gary Anderson (100.07)       |  | Nick Kenny (87.99)            | 4 – 10  | Gian van Veen (97.12)         |
| Dylan Slevin (85.86)     | 10 – 7  | Haupai Puha (83.15)          |  | Ryan Joyce (95.59)            | 10 – 8  | Andrew Gilding (90.25)        |
| James Wade (93.64)       | 10 – 3  | William Borland (87.32)      |  | Robert Owen (92.05)           | 10 – 7  | George Killington (94.91)     |

### Zaterdag 1 maart

#### Vijfde ronde (laatste 32)
In de vijfde ronde werd er gespeeld over 19 legs. De eerste speler die aan 10 gewonnen legs kwam, won de partij.
| Speler                  | Uitslag | Speler                     |  | Speler                        | Uitslag | Speler                      |
| ----------------------- | ------- | -------------------------- |  | ----------------------------- | ------- | --------------------------- |
| Ryan Searle (92.42)     | 0 – 10  | Luke Humphries (100.20)    |  | Jurjen van der Velde (88.66)  | 2 – 10  | Nathan Aspinall (91.73)     |
| Dave Chisnall (90.42)   | 8 – 10  | Krzysztof Ratajski (97.24) |  | Cameron Menzies (94.83)       | 9 – 10  | James Wade (92.10)          |
| Mensur Suljović (92.24) | 3 – 10  | William O'Connor (100.67)  |  | Robert Owen (90.56)           | 10 – 8  | Michael van Gerwen (95.00)  |
| Rob Cross (97.57)       | 10 – 9  | Danny Noppert (101.02)     |  | Luke Littler (104.21)         | 10 – 4  | Jermaine Wattimena (101.11) |
| Josh Rock (104.82)      | 10 – 9  | Ross Smith (101.39)        |  | Dimitri Van den Bergh (94.60) | 10 – 9  | Chris Dobey (94.32)         |
| Madars Razma (90.13)    | 7 – 10  | Michael Smith (94.96)      |  | Martin Schindler (94.66)      | 10 – 9  | Dylan Slevin (90.68)        |
| Alan Soutar (94.86)     | 7 – 10  | Jonny Clayton (96.85)      |  | Danny Lauby (82.94)           | 3 – 10  | Ryan Joyce (91.59)          |
| Gian van Veen (97.26)   | 10 – 7  | Stephen Burton (97.46)     |  | Connor Scutt (95.19)          | 7 – 10  | Damon Heta (93.24)          |

#### Zesde ronde (laatste 16)
In de zesde ronde werd er gespeeld over 19 legs. De eerste speler die aan 10 gewonnen legs kwam, won de partij.
| Speler                     | Uitslag | Speler                   |  | Speler                | Uitslag | Speler                        |
| -------------------------- | ------- | ------------------------ |  | --------------------- | ------- | ----------------------------- |
| Josh Rock (99.92)          | 10 – 6  | Rob Cross (95.05)        |  | Robert Owen (90.24)   | 8 – 10  | James Wade (95.00)            |
| Krzysztof Ratajski (97.77) | 8 – 10  | Luke Littler (97.99)     |  | Ryan Joyce (92.93)    | 2 – 10  | Luke Humphries (101.59)       |
| Martin Schindler (90.90)   | 4 – 10  | Jonny Clayton (98.04)    |  | Damon Heta (98.85)    | 9 – 10  | Gian van Veen (109.90)        |
| Nathan Aspinall (98.61)    | 10 – 8  | William O'Connor (93.14) |  | Michael Smith (89.24) | 10 – 3  | Dimitri Van den Bergh (70.90) |

### Zondag 2 maart

#### Kwartfinale
In de kwartfinale werd er gespeeld over 19 legs. De eerste speler die aan 10 gewonnen legs kwam, won de partij.
| Speler                | Uitslag | Speler                  |
| --------------------- | ------- | ----------------------- |
| Gian van Veen (99.82) | 4 – 10  | Luke Littler (107.30)   |
| Josh Rock (99.35)     | 10 – 7  | Nathan Aspinall (98.45) |
| Jonny Clayton (92.14) | 10 – 8  | Michael Smith (93.17)   |
| James Wade (99.89)    | 10 – 9  | Luke Humphries (102.08) |

#### Halve finale en finale
|  | Halve finale (best of 21 legs) | Halve finale (best of 21 legs) |  |                    | Finale (best of 21 legs) | Finale (best of 21 legs) |
|  |                                |                                |  |                    |                          |                          |
|  |                                |                                |  |                    |                          |                          |
|  | Jonny Clayton (95.61)          | 6                              |  |                    |                          |                          |
|  | Luke Littler (106.62)          | 11                             |  |                    |                          |                          |
|  |                                |                                |  |                    | Luke Littler (101.51)    | 11                       |
|  |                                |                                |  | James Wade (88.06) | 2                        |                          |
|  | Josh Rock (95.52)              | 2                              |  |                    |                          |                          |
|  | James Wade (99.53)             | 11                             |  |                    |                          |                          |

## Bijzonderheden
- James Wade was de enige speler die heeft deelgenomen aan elke UK Open sinds de start van het toernooi in 2003.

2003 · 2004 · 2005 · 2006 · 2007 · 2008 · 2009 · 2010 · 2011 · 2012 · 2013 · 2014 · 2015 · 2016 · 2017 · 2018 · 2019 · 2020 · 2021 · 2022 · 2023 · 2024 · 2025